# 字母塔
字母塔是位於格魯吉亞巴統的塔式建築，完工於2011年，高130公尺。

## 建築
這座塔象徵著格魯吉亞字母和民族的獨特性。該塔結構參考了DNA的設計，其塔樓上豎立著兩條螺旋帶，上面刻有33個格魯吉亞字母，每個塔樓高4公尺，由鋁製成。建築由西班牙公司CMD Domingo y Lázaro Ingenieros建造。